# 前0年代
| 千纪： | 前1千纪                                                                       |
| 世纪： | 前2世纪 \| 前1世纪 \| 1世纪                                                   |
| 年代： | 前30年代 \| 前20年代 \| 前10年代 \| 前0年代 \| 0年代 \| 10年代 \| 20年代      |
| 年份： | 前9年 \| 前8年 \| 前7年 \| 前6年 \| 前5年 \| 前4年 \| 前3年 \| 前2年 \| 前1年 |

前0年代從前9年1月1日開始，於前1年12月31日結束。由於沒有公元0年，前0年代是一個只有9個年的年代。

## 大事记
- 前7年，西漢最後一個實權皇帝漢成帝去世，權力完全由王氏外戚掌握，造就王莽奪權。

## 出生
- 前6年（可能），耶穌，基督教的中心人物。
- 前1年，施洗約翰，基督教的重要人物。
- 前6年，劉秀，漢朝（東漢）皇帝